# 张连伟
张连伟（1965年5月2日—）是中国高尔夫球手。生于广东珠海，现居于深圳。
张连伟是在中国国际高尔夫锦标赛的取得优异成绩的高尔夫球手。2003年1月，他成为第一个赢得了欧洲巡回赛的中国选手，并于2004年在大师级赛事中获得四强。